# Nikita (serial telewizyjny 1997)
Nikita – serial produkcji kanadyjskiej w reżyserii Joel Surnow. Serial powstał na podstawie francuskiego filmu Nikita w reżyserii Luca Bessona.

## Obsada
- Peta Wilson jako Nikita
- Roy Dupuis jako Michael Samuelle
- Eugene Robert Glazer jako Paul Wolfe (dowodzący sekcją)
- Alberta Watson jako Madeline
- Matthew Ferguson jako Seymour Jason Birkoff
- Don Francks jako Walter

## Aktorzy którzy pojawili się w ponad dwóch odcinkach
- Carlo Rota jako Mick Schtoppel (sezon 1–4) i „Mr. Jones” (sezon 4)
- Bruce Payne jako Jurgen (sezon 2)
- Samia Shoaib jako Elena (sezon 3–4)
- David Hemblen jako George (sezon 3–4)
- Anais Granofsky jako Carla (sezon 1–2, 5)
- Siân Phillips jako Adrian (sezon 2, 4)
- Kris Lemche jako Greg Hillinger (sezon 2–4)
- Edward Woodward jako Pan Jones (sezon 5)
- Douglas O'Keeffe jako David Fanning
- Lawrence Bayne jako Davenport (sezon 3–4)
- Stephen Shellen jako Marco O’Brien (sezon 1, 5)
- Evan Caravela jako Adam (sezon 3–5)
- Cindy Dolenc jako Quin (sezon 4, 5)
- James Faulkner jako Dominic (sezon 1), Inquisitor (sezon 3)